# Heitor da Nóbrega Beltrão
Heitor da Nóbrega Beltrão foi um advogado, escritor (poeta), jornalista e político brasileiro, pai do ex ministro Hélio Beltrão.

## História
Nascido em Recife, em 1910 muda-se para o Rio de Janeiro, cursando a Faculdade de Direito da Universidade Federal do Rio de Janeiro, graduando se bacharel. Posteriormente ingressa no jornal Imprensa, de Alcindo Guanabara, onde se torna repórter e sub-secretário de redação. Após uma breve passagem por Manaus (1913), onde dirigiu a biblioteca pública e a imprensa oficial do Amazonas, retorna ao Rio, trabalhando em diversos jornais como A República, Gazeta da Tarde de Manaus,O Tempo e Diário de Pernambuco.
Após ocupar diversos cargos honoríficos (presidente do Tijuca Tênis Clube durante dez anos, da Câmara de Comércio Argentino-Brasileira de Buenos Aires e Vice-Presidente da Associação Brasileira de Imprensa), entra para a política em 1934, elegendo-se vereador do Rio de Janeiro pelo Partido Economista Democrático do Distrito Federal.
Com a decretação do Estado Novo, perde o cargo e volta-se para o direito, reingressando na política apenas em 1945 quando se filia a recém criada União Democrática Nacional. A UDN o lança candidato ao senado pelo Distrito Federal em 1947, porém ele perde as eleições. Em 1950 concorre e conquista uma cadeira na Câmara dos Deputados como representante do Distrito Federal. Durante o mandato, sofre problemas de saúde e acumula várias licenças médicas. 
Faleceu em 3 de junho de 1955. Em homenagem, uma avenida do bairro da Tijuca recebeu o nome Avenida Heitor Beltrão.

## Obras
- Livro do Meu Cantar (1917)
- Do Arbitramento Commercial - Ligeiro Estudo Theorico-Prático (1923)
- Soror Valentina -contos (1923)
- Sociedades de Responsabilidade Limitada (1930)
- Desfile de Sombras Amadas (1940)